# Френ-ан-Сентуа
Френ-ан-Сентуа́ (фр. Fraisnes-en-Saintois) — коммуна во французском департаменте Мёрт и Мозель, региона Лотарингия. Относится к  кантону Везелиз.

## География
Френ-ан-Сентуа расположен в 37 км к югу от Нанси в исторической области Сентуа. Соседние коммуны: Буленкур на востоке, Курсель на западе.

## Демография
Население коммуны на 2010 год составляло 110 человек.
| 1962 | 1968 | 1975 | 1982 | 1990 | 1999 | 2010 |
| ---- | ---- | ---- | ---- | ---- | ---- | ---- |
| 152  | 135  | 101  | 90   | 76   | 81   | 110  |